# Déntol
El déntol o dentó (Dentex dentex) és un peix teleosti, perciforme, de la família dels espàrids, el nom del qual li ve de les fortes dents que posseeix.

## Morfologia
- Pot arribar a 1 m de longitud total i a 10 kg de pes.
- Cos ovalat i comprimit lateralment.
- Cap gros i robust amb el perfil corbat, inclinat a la part superior.
- Boca grossa amb nombroses dents i 4 canins bastant desenvolupats que li donen el nom.
- Manca de molars.
- Les mandíbules són bastant fortes.
- Llavis grossos i molsuts.
- Els ulls són petits i amb l'iris groc.
- Té una sola aleta dorsal.
- Les pectorals són llargues i grosses.
- L'anal és curta i té tres espines.
- Les pèlviques tenen una espina bastant forta.
- La caudal, escotada, és bastant potent, cosa que li proporciona una natació molt ràpida.
- Els joves tenen el dors verd blavós, els costats platejats amb taques blaves i el ventre blanc.
- Els adults tenen el dors gris amb tonalitats rosades.
- Les aletes són rosades.
- Els mascles grossos posseeixen un gep frontal.
- En morir adquireix un to rosaci.

## Reproducció
Es reprodueix entre la primavera i l'estiu quan la temperatura de l'aigua ateny els 15 graus. La posta i els ous són pelàgics. Els alevins formen bancs molt nombrosos.

## Alimentació
És molt voraç i agressiu, s'alimenta de peix blau, mol·luscs i cefalòpodes.

## Hàbitat

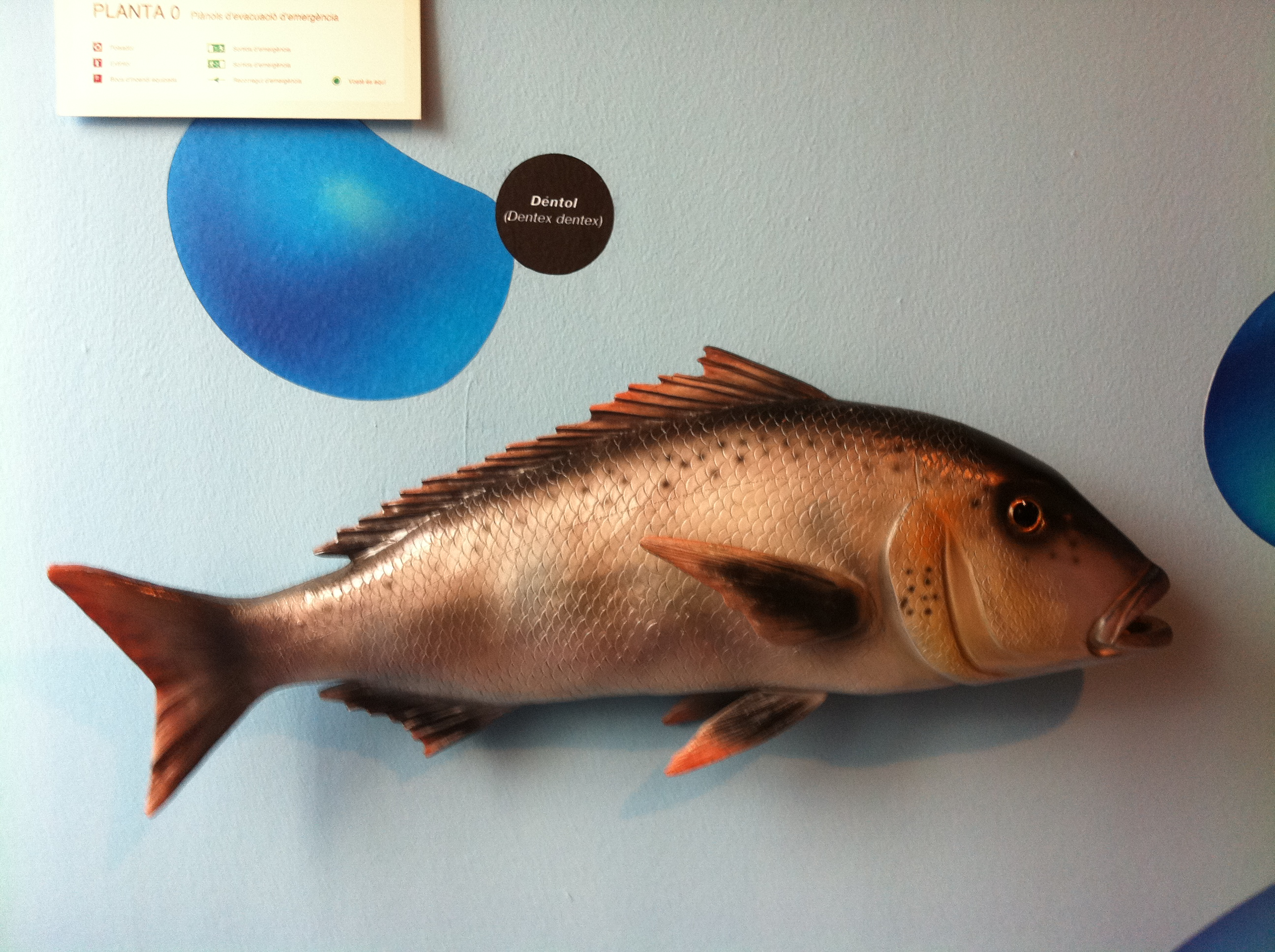
Reproducció d'un déntol al Museu de la Mediterrània.

Bé que algunes vegades és un peix litoral de fons rocallosos i praderies entre els 10 i 200 m, els exemplars més grossos són típics dels fons sorrencs superiors als 25 m.

## Distribució geogràfica
Es troba a tota la Mediterrània i també en una gran part de les costes europees i africanes de l'Atlàntic (des d'Anglaterra fins al Senegal). També ha estat observat a la mar Negra.

## Costums
- És un nedador dinàmic d'aigües lliures i pot formar petits bancs (sobretot els joves) o viure aïllat.
- És difícil d'observar, ja que és molt desconfiat i els llocs més fàcils per fer-ho és a pendents rocoses i a puntes de penya-segats amb corrents.
- S'apropa a la costa durant la primavera, i durant la tardor s'allunya, cercant les capes d'aigua calenta.

## Pesca
- És una de les espècies de peixos més preuades. Se'n capturen unes 2.000 tones a l'any al Mediterrani.
- Es pesca amb fluixa, tremalls, arts d'arrossegament i palangres. Segons la legislació espanyola, la mida de captura ha d'ésser superior als 25 cm de llargada.
- És una de les preses més difícils i apreciades a la pesca submarina, es captura fent esperes (amagats darrere pedres esperant que s'atraqui mogut per la curiositat) a grans fondàries (20-35 m). Tot d'una que nota la presència del pescador fuig amb gran rapidesa.
- S'ha introduït a les piscifactories[1] i, als Països Catalans, és força apreciat per la seua carn.

## Espècies semblants
- Pagrus coeruleostictus (Valenciennes, 1830).
- Dentex maroccanus (Valenciennes, 1830).